# Australian Open 2020 (gra pojedyncza na quadach)
Australian Open 2020 – gra pojedyncza na quadach – zawody singlowe na quadach, rozgrywane w ramach pierwszego w sezonie wielkoszlemowego turnieju tenisowego, Australian Open. Zmagania miały miejsce w dniach 29 stycznia–1 lutego na twardych kortach Melbourne Park w Melbourne.

## Zawodnicy rozstawieni
| Numer | Tenisista        | Osiągnięcie |
| ----- | ---------------- | ----------- |
| 01    | Dylan Alcott     | zwycięstwo  |
| 02    | Andrew Lapthorne | finał       |

## Drabinka

#### Klucz
- w/o – walkower
- k – krecz
- d – dyskwalifikacja
- Q – kwalifikant
- WC – dzika karta
- LL – szczęśliwy przegrany
- Alt – zawodnik zastępczy
- PR – ochrona rankingu
- SE – specjalna przepustka
- ITF – ranking ITF
- JE – ranking juniorski

### Faza finałowa
|  |       |                  |   |   |  |
|  | Finał |                  |   |   |  |
|  |       |                  |   |   |  |
|  |       |                  |   |   |  |
|  |       |                  |   |   |  |
|  | 1     | Dylan Alcott     | 6 | 6 |  |
|  | 1     | Dylan Alcott     | 6 | 6 |  |
|  | 2     | Andrew Lapthorne | 0 | 4 |  |
|  | 2     | Andrew Lapthorne | 0 | 4 |  |
|  |       |                  |   |   |  |

### Faza grupowa
|    |                  | Dylan Alcott         | Andrew Lapthorne                   | David Wagner            | Heath Davidson                     | Mecze W–L | Sety W–L | Gemy W–L | Miejsce |
| 1  | Dylan Alcott     |                      | 7:5, 6:1 30 stycznia               | 6:3, 6:1 31 stycznia    | 6:2, 6:0 29 stycznia               | 3–0       | 6–0      | 37–12    | 1.      |
| 2  | Andrew Lapthorne | 5:7, 1:6 30 stycznia |                                    | 6:3, 7:6(6) 29 stycznia | 7:6(5), 3:6, 7:6(10–5) 31 stycznia | 2–1       | 4–3      | 36–40    | 2.      |
|    | David Wagner     | 3:6, 1:6 31 stycznia | 3:6, 6:7(6) 29 stycznia            |                         | 6:2, 6:3 30 stycznia               | 1–2       | 2–4      | 25–30    | 3.      |
| WC | Heath Davidson   | 2:6, 0:6 29 stycznia | 6:7(5), 6:3, 6:7(5–10) 31 stycznia | 2:6, 3:6 30 stycznia    |                                    | 0–3       | 1–6      | 25–41    | 4.      |

## Pula nagród
| Runda           | Punkty |
| Zwycięzca       | 800    |
| Finalista       | 500    |
| Trzecie miejsce | 375    |
| Czwarte miejsce | 100    |